# هامبرتو ماتورانا
هامبرتو ماتورانا (بالإسبانية: Humberto Maturana)‏ (من مواليد 14 سبتمبر 1928) هو عالم أحياء تشيلي تحول إلى فيلسوف. يعتبره الكثيرون عضوًا في مجموعة من منظري علم التحكم الآلي من الدرجة الثانية مثل هاينز فون فورستر، وغوردون باسك، وهربرت برون، وإرنست فون غلازرسفيلد.
ماتورانا، إلى جانب فرانسيسكو فاريلا وريكاردو أوريبي، معروفان بشكل خاص بابتكار مصطلح «داء autopoiesis» حول بنية التوليد الذاتي، والحفاظ على الذات في النظم الحية، والمفاهيم مثل الحتمية الهيكلية واقتران الهيكل. كان عمله مؤثرًا في العديد من المجالات، وخاصةً مجال تفكير النظم وعلم التحكم الآلي. بشكل عام، يهتم عمله بعلم الأحياء الإدراكي.